# Řízení zainteresovaných stran
Řízení zainteresovaných stran (stakeholder management) je jednou z částí komplexního řízení projektů. Jedná se o řízení subjektů, které jsou buď do projektu aktivně zapojeny, nebo jejichž zájmy jsou ovlivněny realizací projektu. Tyto subjekty mohou ovlivnit průběh nebo výsledky projektu.  Cílem řízení zainteresovaných stran je maximálně eliminovat negativní ovlivnění projektu a zároveň podpořit dosažení cílů projektu. Jde o činnost navazující na analýzu zainteresovaných stran. Některé zdroje uvádí analýzu zainteresovaných stran jako součást jejich řízení. 

## Návaznost řízení a analýzy
V průběhu řešení projektu dochází ke změnám zainteresovaných stran. Mění se jednak množina zainteresovaných stran, tak jejich postoj a míra vlivu. V důsledku těchto změn je nutné se vracet cyklicky k analýze zainteresovaných stran a na základě jejího výsledku korigovat jejich řízení.  Součástí každého řídícího procesu musí být i monitoring a zjišťování zpětné vazby. To jsou další důležité vstupy pro analýzu a plánování řízení zainteresovaných stran. 

## Plánování řízení
Základním obecným cílem řízení zainteresovaných stran je zajištění jejich spokojenosti. Plánování řízení zainteresovaných stran je vhodné provádět na základě výsledků jejich analýzy. Výstupem analýzy je kategorizace zainteresovaných stran. Základní rozhodnutí o způsobu řízení zainteresovaných stran je prováděno na základě jejich kategorií a také identifikace skutečných příčin proč jsou strany projektem dotčeny.

## Nástroje řízení
Klíčem řízení je komunikace. Je to základní způsob, jak ovlivnit chování zainteresovaných stran. Dalším možným způsobem je přizpůsobení projektu. V projektu lze pak korigovat metody dosahování cílů projektu, tak i cíle samotné.

### Komunikace
Před samotným procesem komunikace je vhodné zvážit následující otázky :
- Co chceme zainteresovaným stranám sdělit a za jakým účelem?
- Co se chceme dozvědět a z jakého důvodu?
- Jakým způsobem budeme komunikovat?
- Jak často budeme komunikovat?
- Jak získáme zpětnou vazbu?

Na základě vyhodnocení odpovědí stanovíme cíle komunikace a její obsah.
Součástí návrhu způsobu komunikace je dohoda o ní se zainteresovanou stranou. Volba formy komunikace se také řídí tím kdo je v daném případě zainteresovanou stranou. Každá forma komunikace má své výhody i nevýhody. Zvolená forma komunikace může zásadně ovlivnit její výsledek.
Mezi obvyklé formy komunikace se zainteresovanými stranami patří:
- telefonické rozhovory a telekonference,
- videokonference,
- elektronická komunikace,
- písemný styk,
- neformální a formální schůzky,
- dotazníky a ankety,
- tiskové konference,
- informační kampaně v médiích.

### Korekce projektu
Korekce metod dosahování cílů projektu a cílů projektu jako takových na základě vlivu zainteresovaných stran je používána především v etapách plánování a zahájení projektu, ale nelze je vyloučit ani během projektu. Vliv zainteresovaných stran s rostoucí dobou projektu klesá. Náklady zapracování změn s dobou projektu rostou. 